# Mythologie von Carnivàle

Raffaels Erzengel Michael aus der Introsequenz

Carnivàle ist eine US-amerikanische Fernsehserie, die in den Vereinigten Staaten der 1930er Jahre spielt. Die Serie verfolgt die Handlungen des jungen Ben Hawkins, eines Arbeiters in einem Wanderjahrmarkt (engl.: Carnival), und dem kalifornischen Priester Brother Justin Crowe. Die übergreifende Geschichte ist um den ‚ewigen‘ Konflikt zwischen den Kräften des Guten und des Bösen aufgebaut, eingebettet in eine komplexe mythologische Struktur aus Metaphern, Symbolen und Allegorien. Diese mythologische Struktur erstreckt sich auf Bereiche und Themen wie die christliche Religion, den Templerorden und das Tarot, aber auch auf historische Ereignisse wie die Great Depression, den amerikanischen Dust Bowl und den ersten Kernwaffentest.
Samson, der kleinwüchsige Carnivalmanager, leitet den mythologischen Rahmen der Serie in einem gesprochenen Prolog am Anfang der Pilotepisode ein:

“Before the beginning, after the great war between heaven and hell, God created the Earth and gave dominion over it to the crafty ape he called man… and to each generation was born a Creature of Light and a Creature of Darkness… and great armies clashed by night in the ancient war between good and evil. There was magic then. Nobility. And unimaginable cruelty. And so it was until the day that a false sun exploded over Trinity, and man forever traded away wonder for reason.”

„Vor dem Anfang, nach dem großen Krieg zwischen Himmel und Hölle, schuf Gott die Erde und wählte als Herrscher diesen cleveren Affen den er Mensch nannte. Und in jeder Generation lebte eine Gestalt des Lichts und eine Kreatur der Dunkelheit. Große Armeen prallten bei Nacht aufeinander im uralten Krieg zwischen Gut und Böse. Es gab Großmut und Magie und unglaubliche Grausamkeit. Ja, so war’s. Doch dann ist die falsche Sonne über Trinity aufgegangen, und der Mensch hat für immer sein Wissen von den Wundern getauscht gegen die Vernunft.“

## Das „Pitch Document“
Der Erfinder der Serie Daniel Knauf antwortete nicht auf Fragen bezüglich der Mythologie, er veröffentlichte jedoch Hinweise über die mythologische Struktur während und nach der Laufzeit Carnivàles. Außerdem publizierte er zwei Jahre nach der Absetzung der Serie die Produktionszusammenfassung von Carnivàles erster Staffel, das sogenannte „Pitch Document“. Es war ursprünglich verfasst, um HBO und Knaufs Co-Autoren einen Überblick über die angestrebte Handlung zu geben. Das Dokument enthält zahlreiche Hintergrundinformationen, die zum Teil erheblich über das hinausgehen, was in der (vorzeitig eingestellten) Serie selbst gezeigt und thematisiert werden konnte.

## Avatare

### Zum Avatar-Begriff
Die meisten mythologischen Elemente in Carnivàle beziehen sich auf sogenannte Avatare (oder Gestalten des Lichts und Kreaturen der Dunkelheit), menschenähnliche Wesen mit übernatürlichen Kräften, welche Gut und Böse verkörpern.
Der Begriff Avatar (manchmal auch Avatara) stammt aus der hinduistischen Mythologie und bezieht sich üblicherweise auf die Inkarnation (Menschwerdung) eines höheren Wesens. Carnivàles Handlung erklärt niemals deutlich den Sinn des Begriffs, trotzdem nutzten HBO und die Autoren diese Bezeichnung abwechselnd für die Gestalt des Lichts und die Kreatur der Dunkelheit aus dem Anfangsmonolog der Pilotepisode. Die Serie stellt Avatare als menschenähnliche Wesen mit übernatürlichen Kräften dar, die Gut und Böse verkörpern. Ihr konstanter Kampf dient der Erschaffung der Dunklen Jahrhunderte oder den Zeitaltern der Aufklärung.
Carnivàle präsentiert diesen dualistischen Kampf zwischen den Gestalten des Lichts und des Dunkels auf zahlreichen Ebenen. Die Nachnamen der Hauptfiguren, Ben Hawkins und Justin Crowe, deuten auf die Symbolik von Habicht (hawk) und Raben bzw. Krähen (crow) hin. Dabei steht der Habicht für die geflügelte Gestalt des Lichts, der Rabe bzw. die Krähe für die Kreatur der Dunkelheit.
Die letzten zwei Tarotblätter aus der Introsequenz sind „Die Sonne“ und „Der Mond“, die für Gott und den Teufel stehen. Dieselbe Symbolik ist im Logo, erstellt durch Daniel Knauf, der Serie und des Carnivals zu finden.

### Merkmale der Avatare in der Serie
Die Figuren Ben und Justin Crowe sind durch ihre Verwendung von übernatürlichen Kräften als Avatare gekennzeichnet. Für die Zuschauer ist jedoch nicht auf Anhieb ersichtlich, welcher der beiden Avatare dem Guten bzw. dem Bösen dient. Viele Zuschauer und Kritiker deuten Ben Hawkins als eine Kreatur des Lichts und Brother Justin Crowe als eine Kreatur der Dunkelheit.
Die Serie gibt Hinweise, wie zum Beispiel die Kreaturen der Dunkelheit mit tiefschwarzen Augen (laut Daniel Knauf haben Gestalten des Lichts eine unsichtbare Aura). Die Natur eines Avatars wird bestimmt von dem Typ und Einsatz seiner Kräfte. Im Pitch Document steht, dass Avatare ihre Talente und Kräfte aus derselben Quelle ziehen. Diese Fähigkeiten können in Typ und Stärke unterschiedlich sein und beinhalten unter anderem die Manipulation und den Transfer von Lebenskraft, Geistheilung, Telekinese und Telepathie, sowie der Möglichkeit kleine Maße von Kräften an Sterbliche zu übertragen. Obwohl Carnivàle die Kräfte von Ben und Brother Justin zeigt, waren Kritiker nach dem Ende der ersten Staffel immer noch unsicher über die avatarische Art der Hauptfiguren. Als Bens guter Charakter und Justins dunkles Erbe im Laufe der zweiten Staffel klarer wurde, begannen Kritiker Carnivàles zugrundeliegende Botschaft als „im Grunde dem Gegenteil vom geistlichen Glauben: Fatalismus“ zu deuten. Daniel Knauf bestritt jede Theorie von Determinismus und machte mehrfach auf den freien Willen der Figuren aufmerksam um ihr Schicksal zu überwinden. Die freie Wahl macht es der Handlung möglich, dass die Avatare bewusst nicht Gebrauch von ihren Kräften machen oder sich gegen ihre eigentliche Herkunft (Gut oder Böse) verhalten. Ein Avatar würde es jedoch immer noch schwer haben, nicht in seine vordefinierten Moralvorstellungen zurückzufallen.
Jeder Avatar hat Visionen der Vergangenheit, Gegenwart und Zukunft. Manchmal wortwörtlich, ein anderes Mal nur symbolisch. Zugriff auf diese Ebene der reinen Wahrheit ist ein Geburtsrecht der Avatare und kann durch Studieren und Übung verbessert werden. Sie können diese Visionen durch Träume an andere übermitteln. Es ist nur von Kreaturen der Dunkelheit bekannt, dass sie körperlich geschwächt werden, wenn der Gegenspieler Gebrauch von seinen Kräften macht. Avatare können die Existenz ihres verfeindeten Gegners spüren, sind aber nicht in der Lage, ihn über eine größere physikalische Distanz zu identifizieren. Sie können jedoch Avatare derselben „Art“ sehr genau über große Distanz aufspüren und lokalisieren. Diese Fähigkeiten dienen in Carnivàle dazu, die zwei Handlungsbögen miteinander zu verbinden.

### Begriffe und Nachfolgeregelung
Daniel Knauf legte dem System der Avatare des fiktionalen Universums eine Erbfolge zu Grunde, ähnlich wie bei königlichen Familien. Die Begriffe Königlich (Royals), König und Prinz wurden in der Serie mit den Wörtern Vectori, Prophet und Prinz (Prince) ausgetauscht. Königinnen und Prinzessinnen haben keine fiktionalen Gegenstücke und wurden stattdessen ersetzt durch das Konzept von Alpha, Omega und dem Amtsdiener (Usher). Diese Platzhalter-Avatare haben zusätzlich besondere Gesetze oder ersetzen bestehende. Kritiker sind nur selten auf die Bedeutung der Avatare eingegangen, obwohl Daniel Knauf detaillierte Erklärungen lieferte und das später veröffentlichte „Pitch Document“ die komplexe mythologische Struktur darstellte.
Der erste Prophet in der Mythologie von Carnivàle ist Alpha. Diese Gestalt wurde nie in der Serie erwähnt, doch Knauf beschrieb sie als weibliche Gestalt, die vor der Sintflut gelebt hat und deren Geschichte mit der Zerstörung der Bibliothek von Alexandria verlorengegangen ist. Alpha brachte das erste Paar an Avataren hervor. Sie sind Hinweise auf eine höhere Kraft oder ein höheres Geschlecht; Licht und Dunkelheit. Eine Gestalt des Lichts und eine Kreatur der Dunkelheit leben seitdem in jeder Generation, und im Gegensatz zu Alpha, sind sie immer männlich.
Das avatarische Blut wandert zwischen Familien und formt damit eine Dynastie. Der erstgeborene Sohn eines Avatars erhält eine sogenannte Hülle zur Geburt, die ihn als Avatar einer neuen Generation offenbart; egal ob der neue Avatar zum Licht oder zur Dunkelheit gehört. Somit gibt es für jede Seite einen Avatar pro Generation. Die Geburt eines Avatars hinterlässt die Mutter unfruchtbar und geisteskrank. Vor diesem Zeitpunkt kann sie jedoch beliebig viele weibliche Kinder von einem Avatar gebären. Diese Kinder, genau wie deren jeweilige Nachkommen, werden Vectori genannt, Wesen mit avatarischen Blut, die aber selbst nicht Avatare sind und die sich daher von Generation zu Generation weiter von der Blutlinie der Avatare entfernen. Obwohl Vectori keine Avatare werden können, da die nötige Hülle nur bei der Geburt übergeben wird, können sie kleine Fähigkeiten vorweisen. Zudem zeigen sie häufig Anzeichen von Wahnsinn.
Der älteste Avatar eines Geschlechts ist dominant und wird Prophet genannt. Er besitzt blaues Blut, auch als Vitae Divina bezeichnet. Der nächste in der Rangfolge ist der aszendente Prinz. Jegliche weitere Avatare eines Geschlechts sind Prinzen, sortiert nach Generation. Obwohl Avatare Blutdynastien von Vater zu Sohn formen, können sich Geschlechterzugehörigkeiten in einer Dynastie vermischen. Wenn der jüngste Prinz einer Dynastie stirbt, endet diese. Die meisten Dynastien überdauern nur durchschnittlich drei Generationen, da Avatare mit ganz normalen Mitteln getötet werden können. Wenn eine Dynastie endet, wird das erstgeborene männliche Kind mit dem meisten avatarischen Blut auf der Welt zum Prinzen und gründet eine neue Dynastie.
Wenn ein Prophet stirbt, während ein aszendenter Prinz lebt, können zwei Sachen geschehen: Wenn der Prophet von seinem aszendenten Prinzen getötet wird, erhält der Prinz die Hülle des Propheten mit einer Gabe. Damit die Gabe weitergegeben werden kann, muss der Prophet bei gesundem Verstand sein und entweder bereit sein, sie weiterzugeben, oder er wird so überrascht, dass er sich nicht psychisch wehren kann. Wenn der Prophet jedoch gestört wird, kann der Prinz in den Wahnsinn getrieben werden. Stirbt der Prophet auf einem anderen Weg, wird der aszendente Prinz automatisch zum Propheten, mit einer Möglichkeit einer mitgegebenen Gabe.
Zwei einmalige Avatare schließen sich Alpha an, als Ausnahme zu den avatarischen Regeln. Carnivàles avatarische Mythologie prophezeit den Amtsdiener der Zerstörung als Vorbote der Endzeit und der Einführung des Harmagedon. Er ist unter tausenden Namen in tausenden Büchern bekannt, kann sich aber nur einmal offenbaren. Er erscheint als der tätowierte Mann in Visionen und kann nur mit einer in Vitae Divina gegossenen Waffe, die direkt in den Hauptast seines Baumtattoos gestoßen werden muss, unter dem sein dunkles Herz schlägt, getötet werden. Verletzungen von solch gesalbten Waffen heilen nie vollständig. Außerdem wurde Omega (im „Pitch Document“ auch Omega die Zerstörerin und Antichrist genannt) prophezeit, den Carnivàles magische Figuren lange Zeit mit dem Amtsdiener gleichsetzen. Omega ist, wie Alpha, weiblich und die einzige bekannte Ausnahme zur männlichen Beschränkung in der avatarischen Rangfolge. Zudem wird Omega weitläufig als letzter Avatar gehandelt, in Anlehnung an „den Anfang und das Ende“.

### Anzeichen in der Serie
Bestimmte Figuren haben seit dem Anfang der Serie dem Anschein nach übernatürliche Fähigkeiten. Ben Hawkins und Brother Justin Crowe teilen sich nicht nur dieselben Visionen von zwei Soldaten (einer trägt außerdem noch einen Frack) und einem Mann mit einem Baumtattoo auf seiner Brust, sondern auch voneinander. Ben kann auf Kosten anderer Leben Wesen heilen und wieder beleben. Brother Justin währenddessen kann Gedanken lesen und manipulieren. Ben und Lodz, ein blinder Mentalist des Carnivals, haben beide Visionen vom mittelalterlichen Templerorden. Die Wahrsagerin Sofie kann telepathisch mit ihrer katatonischen Mutter, die vor einiger Zeit vom tätowierten Mann vergewaltigt wurde, kommunizieren. Die fortschreitende Handlung erhöht die Bedeutung der zwei mysteriösen Soldaten, die später als Henry Scudder und Management aufgedeckt werden. Eigenartige Worte mit einer unbekannten Bedeutung tauchen immer wieder in der Serie auf. Variationen des Satzes „Every Prophet in his House“ werden scheinbar ohne Bedeutung immer wieder ausgesprochen. Ben findet die Buchstabenfolge TARAVATARAVA in einem Minenschacht, welche er später als Avatar interpretieren kann. Die zweite Staffel führt den Begriff Amtsdiener (Usher) ein. Management wiederholt diesen Begriff zu Ben zweimal. Nach Managements Tod hat Ben plötzlich Wissen über Prinzen, Propheten und den Amtsdiener. Der Satz „Sofie is the Omega -L“ steht einmal an einen Spiegel geschrieben, allerdings ohne weiterführende Erklärung. Sofie demonstriert ihre Kräfte und Fähigkeiten, ähnlich derer von Ben und Brother Justin, in der letzten Episode.

#### Was ist ein Avatar?
Von Daniel Knauf und dem „Pitch Document“ wurde Ben als Gestalt des Lichts und Brother Justin als Kreatur der Dunkelheit definiert. Beide sind damit die Avatare der aktuellen Generation. Zudem ist Brother Justin der Amtsdiener, geistig dargestellt durch den tätowierten Mann. Ihre jeweiligen Väter waren Avatare der vorherigen Generation: Henry Scudder war die Kreatur der Dunkelheit und Lucius Belyakov (Management) die Gestalt des Lichts. Die Farbe des Blutes der Avatare spiegelt den Status wider. Bens und Brother Justins Blut war rot als sie noch Prinzen waren, und nachdem sie zu Propheten aufstiegen verfärbte sich ihr Blut in Vitae Divina (blaues Blut). Managements Blut war ebenfalls Vitae Divina, während Scudders Blut nie in der Serie gezeigt wurde. Scudders Vater Hilton war ein Avatar von unbekannter Natur. Der Mentalist des Carnivals, Lodz, ist ein Sterblicher, der jedoch avatarische Fähigkeiten von Scudder bekam, im Austausch für seinen Sehsinn.
Mehrere Frauen in Carnivàle haben enge Beziehungen mit den Avataren, doch nur zwei haben avatarisches Blut: Belyakovs Tochter Iris ist eine Vectorus, und Justins Tochter Sofie ist das Omega. Obwohl Sofie zwei Jahre älter als Ben ist, platziert die avatarische Generation des Vaters sie in die nächste avatarische Generation. Die anderen Frauen sind menschliche Mütter, die nach der Geburt eines Avatars geisteskrank wurden. Bens Mutter Flora war religiös fanatisch und wollte ihren Sohn nicht berühren. Scudders Mutter Emma schnitt sich ihre Augen heraus und tötete viele ihrer Familienmitglieder, in der Nacht als Scudder geboren wurde. Sofies Mutter Apollonia wurde katatonisch. Auf Justins und Iris Mutter wurde in der Serie nicht eingegangen, doch das „Pitch Document“ erwähnt ihre chronisch paranoide Schizophrenie nach Justins Geburt. Soweit bekannt, wurden diese Mütter nach der Geburt eines Avatars nicht wieder schwanger.
Knauf deutete in einem Chat im Februar 2005 auf weitere Avatare hin: „Was haben Jesus, Caligula, Alexander der Große, Caesar, Buddha, Vlad III. Drăculea, Brother Justin, Ben Hawkins, Luscius [sic] Belyakov, Hilton Scudder, und Henry Scudder gemeinsam?“ Im „Pitch Document“ steht: „Wenn ein Avatar dazu bestimmt war seine Kräfte zu meistern, konnte er das mit der Genauigkeit eines Skalpells. Das war der Fall bei vielen Propheten wie Buddha, Jesus und Mohammed, sowie mit Caligula und Vlad Draculea.“ In dieser anfänglichen Handlungsübersicht waren Rasputin und Borgia ebenfalls Avatare. Doch genau wie andere Avatare in Carnivàle, wurde keine der historischen Figuren in der Serie direkt erwähnt.

#### Der tätowierte Mann und der Baum
Ein Mann mit einem Baumtattoo auf Brust und Rücken kommt zum ersten Mal in den ersten Minuten der Pilotepisode vor. Weiterhin taucht er in verschiedenen avatarischen Visionen und Träumen auf, zum Beispiel in Bens und Brother Justins Träumen, in denen er Henry Scudder durch ein Kornfeld jagt, in Bens Sekundenschlaf ähnlichen Visionen, in Sofies Traumbildern von der Vergewaltigung ihrer Mutter und in einer erweiterten Vision von Brother Justin, in der er seine dunkle Zukunft vorahnt. Ben begegnet einem kleinen Jungen mit einem ähnlichen Tattoo auf Brust und Rücken am Ende der ersten Staffel. Brother Justin findet den Baum am Anfang der zweiten Staffel auf einem Hügel, was dazu führt, dass er sich das Tattoo stechen lässt. Der Baum erscheint während der Serie im Matthiasevangelium, in einem Gemälde im Tempelrittersaal in Loving, New Mexico und in vielen Bildern im Zimmer des Geistlichen Kerrigan.
In der Mythologie sind Bäume normalerweise frei interpretierbar. Carnivàle-Erfinder Daniel Knauf gab bekannt, dass der Baum in Carnivàle den ikonische Baum der Erkenntnis im Garten Eden symbolisiert. Seine angedeutete Bedeutung und Macht brachte Knauf dazu ihn auf die Brust des tätowierten Mannes zu setzen, weil „das der Platz ist wo man sein Reich baut. Das ist was alles eindampft, […] und es hatte einfach eine gewisse Macht.“ Der tätowierte Mann (gespielt von Don Swayze) wird häufig ohne Sicht auf sein Gesicht dargestellt, obwohl in wenigen Frames im Piloten zu sehen ist, dass er von Clancy Brown (Brother Justin) gespielt wird. Knauf bestätigte den tätowierten Mann als die geistliche Darstellung vom Amtsdiener der Zerstörung (Usher of Destruction).

## Historische und kulturelle Anspielungen

### Dust Bowl
Die Handlung Carnivàles spielt Mitte der 1930er, während des Höhepunkts der Great Depression und eines sozialen und politischen Umbruchs. Die Arbeitslosenquote war hoch und der europäische Faschismus stieg in den Jahren vor dem Zweiten Weltkrieg. Die Bewohner der Great Plains litten an den Folgen des Dust Bowls. Bauern verschuldeten sich nicht nur und verloren ihre Besitztümer, sondern gefährdeten auch ihre Gesundheit; Sandpneumonie war eine häufige Todesursache.
Carnivàle ist eine rückblickende Interpretation dieser Zeit. Der Okie Ben verliert seine Mutter und seine Farm an den Sand, als ein Carnival ihn mitnimmt. Während der Carnival durch den Südwesten der Vereinigten Staaten reist, hilft der kalifornische Priester Brother Justin den Flüchtlingen des Dust Bowls, die mit der Zeit seine größten Unterstützer werden. Obwohl die Serie die wirklichen gesellschaftswissenschaftlichen Gründe für die Dürreperiode mit Fantasyelementen und der Präsenz des Teufels ersetzt, wird die Dust-Bowl-Situation immer wieder angesprochen. Samsons Schlagworte sind Variationen von „We got dust to shake!“. Die Episode Black Blizzard (Schwarzer Blizzard) fokussiert sich auf den Kampf von Ben und dem Carnival gegen einen riesigen Sandsturm. Während der Serie regnet es nur zweimal. Das erste Mal als Ben und Sofie miteinander schlafen; die Autoren wollten hervorheben, dass avatarischer Sex „den Himmel berührt“. Das zweite und letzte Mal regnet es, als Brother Justin gewaltsam die Gabe von Henry Scudder, in der Episode Cheyenne, WY, nimmt.

### Religion
Die Religion spielt in Carnivàle eine große Rolle. Samsons Prolog in der Pilotepisode basiert auf ein paar Einleitungsparagraphen der ersten Seite im „Pitch Document“, für die ursprünglich nicht geplant war, dass sie vorgetragen werden. Während Samsons Prolog nur kurz auf die Schöpfung nach Genesis eingeht, legt das Original den Schwerpunkt auf den Kampf zwischen Gott und Satan:

“Before the Beginning, after the great celestial war that rocked the very foundation of Heaven and Hell, God and Satan established an uneasy truce. Never again would they face each other in direct confrontation. So God created the Earth, inhabiting it with the crafty ape he called Man. And henceforth, to each generation was born a creature of Light and a creature of Darkness, and they would gather to them men of ilk nature and thus, by proxy, carry on the war between Good and Evil.”

„Vor dem Ursprung, nach dem großen himmlischen Krieg, der die Grundfesten von Himmel und Hölle erschütterte, vereinbarten Gott und Satan einen unsicheren Waffenstillstand. Sie würden sich niemals wieder direkt konfrontieren. So erschuf Gott die Erde und bevölkerte sie mit dem schlauen Affen namens Mensch. Und fortan wurde in jede Generation eine Gestalt des Lichts und eine Kreatur der Dunkelheit geboren. Und sie würden die Menschen ihrer gleichen Natur versammeln und den Krieg zwischen Gut und Böse stellvertretend fortführen.“

Erfinder Daniel Knauf glaubte, dass Carnivàles religiöse Aspekte von den epischen Geschichten um Gut und Böse stammen, die während der 1930er Jahre eine große Rolle einnahmen. Executive Producer Ronald D. Moore betrachtete die Religion als Möglichkeit, den Kampf zwischen Gut und Böse, Glauben und die Natur der Menschen auszudrücken. Weder den Zuschauern noch den Schauspielern wurden Hinweise gegeben, wie sie die biblische Symbolik zu deuten haben. Clancy Brown, der die Rolle von Brother Justin spielte, wusste während der ersten Staffel nicht, ob sein Charakter eine Gestalt des Lichts oder eine Kreatur der Dunkelheit ist. Er selbst dachte jedoch, dass die Visionen Brother Justin dazu brachten zu glauben, dass er bis zum Ende der ersten Staffel auf einer gerechten Mission Gottes sei.
Daniel Knauf fühlte, dass Brother Justin gewisse Merkmale mit anderen religiösen Führern hatte, die oft wegen ihrer wahnhaften Visionen verfolgt wurden. Historische Figuren wie Father Coughlin, Brigham Young und Aimee Semple McPherson dienten als Inspiration, obwohl die Autoren sich davor zurückhielten, ihre einzelnen Geschichten zu erzählen. Daniel Knauf dachte gleich zu Beginn darüber nach, aus Brother Justin einen protestantischen Pfarrer zu machen, als jedoch die Produzenten sich für eine bestimmte religiöse Zugehörigkeit entscheiden mussten, kämpfte Knauf gegen die Pläne an, ihn katholisch zu machen. Knauf, selbst Katholik, einigte sich auf die methodistische Konfession, die in seinen Augen wesentlich weniger klischeebeladen, verdächtig oder umstritten ist. Nach eigenen Aussagen wurde Knauf bei Carnivàle nicht von Gott inspiriert.
Carnivàle beruht auch auf weiteren religiösen Symbolen und Parallelen. Der National Shrine of the Little Flower in Royal Oak (Michigan), gegründet von Father Coughlin in den 1930ern, galt als Vorlage für den Tempel in Brother Justins Vision in der Episode Los Moscos. Diese Vision lässt die Welt erahnen, die Brother Justin errichten will, indem er Macht durch seine Predigten im Radio hält. Die Produzenten planten die Nutzung von Radiotürmen anstatt normaler Kirchtürme für den Tempel. Das Design beinhaltete auch osteuropäische Kuppeln und westeuropäische Dome. In derselben Vision erscheint der tätowierte Mann neben einem Baum, der dem Baum der Erkenntnis ähnelt, und deutet an, dass Brother Justin der Amtsdiener ist. Nach Knauf repräsentiert der Amtsdiener einen „zeitlosen Charakter der in verschiedenen Kulturen auftaucht“, und der „dazu da ist Harmagedon einzuleiten“ als „Vorbote der Endzeit“.

## Templerorden

Das Tempelritter-Symbol in Carnivàle

Carnivàle führt die Tempelritter, ein mittelalterlicher christlicher Ritterorden, in der achten Episode der ersten Staffel Lonnigan, Texas (Nebenwirkung Schmerz) ein, in der Ben den „Freak-Finder“ Boffo Phineas trifft. Als Ben mit Boffos Ring in Kontakt kommt, erlebt er eine Reihe von starken Visionen der Tempelritter, in denen sie Rituale praktizieren, Köpfe auf Speere stecken und Menschen auf Scheiterhaufen verbrennen. Der Ring trägt ein rotes Kreuz und als Samson ein Schmuckstück mit demselben Symbol an Lodz weiterreicht, hat der Mentalist dieselben Visionen wie Ben und fällt rufend auf den Boden: „In hoc signo vinces“ („In diesem Zeichen wirst du siegen“). Der Templerorden bleibt eine immer wiederkehrende Nebenhandlung bis Ben die Bedeutung des Symbols am Anfang der zweiten Staffel entdeckt. Das Haus des Gütigen Ordens der Templer erscheint zum letzten Mal in der vierten Episode der zweiten Staffel Old Cherry Blossom Road (Das alte Weib), in der der entflohene Verbrecher Varlyn Stroud ihn dazu nutzt, Ben aufzuspüren. Als Wilfred Talbot Smith nach dem Ort des Saunière-Manuskripts fragt, am Ende der zweiten Staffel, antwortet Scudder, dass es in Rennes-le-Château versteckt ist.
Obwohl die Tempelritter während der zwei Staffeln nur eine Nebenhandlung innehatten, haben sie eine komplexe Hintergrundgeschichte, die wegen der Absetzung nicht erzählt werden konnte. Das „Pitch Document“ beschreibt den fiktionalen Orden, später einfach „Templer Orden“ (Order Templar), als eine Bruderschaft von Reisenden, die einst von der römisch-katholischen Kirche beauftragt wurden, die Avatare zu finden. Knauf erklärte, dass Henry Scudder und sein Vater Hilton beide Mitglied der Templer waren; Scudder war es, weil er Zugang zu ihrem Wissen und der Bibliothek wollte. Das Saunière-Manuskript wäre „relativ wichtig“ für die Zukunft der Handlung geworden.

## Trinity

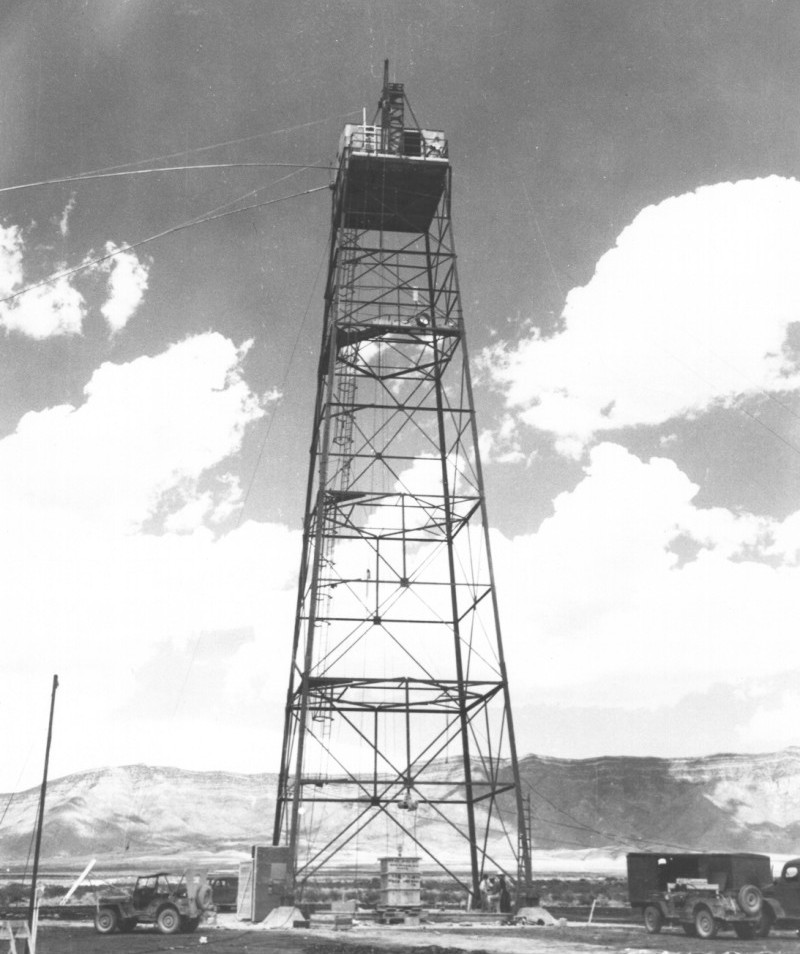
Der reale Trinityturm

Im Staffelauftakt der zweiten Staffel Los Moscos drängt Management Ben dazu, Scudder aufzusuchen. Ben muss den Namen des Predigers (Brother Justin) aus seinen Träumen erfahren, um eine zukünftige Katastrophe zu verhindern. Eine induzierte Vision transportiert Ben in eine Wüste, in der er plötzlich eine Alarmsirene hört. Es folgt eine riesige Explosion, gefolgt von einem wachsenden Atompilz. Als Ben seine Augen wieder öffnet, kniet Brother Justin vor ihm und fragt: „Ihr Schlangenbrut, wer hat denn euch gewiss gemacht, dass ihr dem künftigen Zorn entrinnen werdet?“ Eine Episode später, in Alamogordo, NM, fährt Ben an dieser Stelle vorbei. In einer gemeinsamen Vision in der Folge Creed, OK (Die Totenmaske), küssen sich Ben und Sofie in einer Wüste, umgeben von hellem Licht und wirbelnden Staub. Die zweite Staffel spielt im Jahr 1935.
Rezensionen interpretierten diese Visionen als Bens Herausforderung Brother Justin zu finden und zu besiegen; Ben muss letztendlich den Bau der Atombombe stoppen. Der Prolog der ersten Episode deutete diese Interpretation schon an, mit der Aussage: „Doch dann ist die falsche Sonne über Trinity aufgegangen, und der Mensch hat für immer sein Wissen von den Wundern getauscht gegen die Vernunft.“ Der Trinity-Test bei Alamogordo, New Mexico war der erste Atombombentest der Menschheit im Jahr 1945. Daniel Knauf wollte Carnivàle nach sechs Jahren mit der Explosion der Atombombe, als Anfang des „Zeitalters des Verstands“, beenden. Trotzdem geht Knaufs Geschichte „nicht über die Entwicklung der Bombe, sondern mehr über die Erfindung der Bombe“, mit dem Fokus „auf Alamogordo und den Trinity-Test als auf Hiroshima und Nagasaki.“ Es wurde viel Forschung in die visuellen Effekte der Explosion gesteckt. Bilder der ersten Momente einer atomaren Explosion und eine selbst erzeugte Explosion von etwa 1.100 Liter Benzin wurden als Vorlage genutzt. Die Effekte auf dem Boden und der Staub wurden aus einer Kombination aus Computergrafiken, und der Feuerball der Explosion wurde aus Hubble-Bildern der Sonne erstellt. Knauf ließ die Interpretation der Kuss-Vision den Figuren und Zuschauern offen.

## Tarot-Wahrsagung
Das Tarotkartenlesen der Wahrsagerin Sofie und ihrer Mutter Apollonia bringen die Handlung bedeutend voran. Sofies Sitzungen in der Pilotepisode regen Visionen in Ben an, die eine Einsicht in seine heilenden Kräfte seiner Kindheit geben. Die zweite Staffel zeigt Sofies Versuche ihren Beruf zu verlassen, was immer wieder von auftauchenden Tarotkarten verhindert wird. Bei einer weiteren Sitzung begibt sich Ben auf eine Reise zu Scudder, den Mann, nach dem er seit Beginn der Serie sucht.
Beim Einführen vom Tarotsymbolismus in die Serie begann Daniel Knauf mit dem Waite Tarot und nahm dann die Freiheit der Interpretation. Dasselbe Kartenset wurde in der Serie und in verschiedenen Webspielen eingesetzt. Die Tarot-Wahrsagung spielte eine große Rolle in Carnivàles Online-Marketing. Die Produzenten wünschten sich eine „personalisierte, interaktive Tarotkartensitzungserfahrung, ähnlich derjenigen in der Serie“. Die offizielle HBO-Webseite arbeitete mit RealNetworks zusammen um Fate: The Carnivàle Game, ein herunterladbares Spiel, basierend auf Tarotsymbolismus, anbieten zu können.
Carnivàles Intro zeigt Tarotkarten, die ein- und ausfliegen; diese Karten wurden digital erstellt, basieren auf Gemälden und sind nicht zum Kauf verfügbar. Das Ziel des Kreativteams hinter dem Intro war es „eine Anfangssequenz zu erschaffen, die den Zuschauer in die Mitte der 1930er versetzt, aber auch erlaubt eine große Präsenz von Gut und Böse die ganze Zeit über zu spüren.“ Die Erschaffer lieferten eine detaillierte Interpretation der Tarotkarten im Intro ab und deckten damit Gut und Böse, Himmel und Hölle, Kriege, und das Zeitalter der Wissenschaft als die Antireligion in den 1930ern ab. Die folgende Liste erklärt die im Intro vorkommenden Tarotkarten, die bereitgestellten Schlüsselwörter und das verwendete Kunstwerk.
- „Die Welt“ – Abschluss. Perfektion. Ewiges Leben. – Das Jüngste Gericht von Michelangelo.
- „As der Schwerter“ – Leidenschaftliche Liebe. Leidenschaftlicher Hass. Ein Sieger ist geboren. – Die Vernichtung des Leviathan von Gustave Doré.
- „Der Tod“ – Wandel. Umbruch. Tod. – Der letzte Tag von Pompeji von Karl Pawlowitsch Brjullow.
- „König der Schwerter“ – Ein mächtiger Anführer. Ein weiser Ratgeber. Ein Richter. – Erzengel Michael von Raffael.
- „Die Mäßigkeit“ – Mäßigung. Gleichgewicht. Harmonie. – Bauerntanz von Pieter Bruegel der Ältere.
- „Der Magier“ – Echtheit. Vertrauen. Geschick. – Crucifixion von Josse Lieferinxe.
- „Der Turm“ – Plötzlicher Wechsel. Störung. Niedergang. – Der Kampf zwischen den Römern und den Karthagern von Jean Fouquet.
- „Das Gericht“ – Erneuerung. Wiedergeburt.
- „Der Mond“ – Täuschung. Ernüchterung.
- „Die Sonne“ – Erfolg. Freude. – Erschaffung der Sonne und des Mondes von Michelangelo.

## Rezeption, Interpretation und Vermächtnis
Executive Producer Ronald D. Moore war sich sicher, dass Carnivàle eine der kompliziertesten Serien im Fernsehen war, während der Erfinder Daniel Knauf zugab, dass „man nicht alles versteht, was vorgeht, aber es einen gewissen Sinn ergibt.“ Mit der Aussage, dass Carnivàle dazu ausgelegt war, eine anspruchsvolle Serie mit viel Subtext zu sein, hielt sich Knauf mit expliziten Hinweisen zurück. Er wollte die Interpretation der Zuschauer nicht beeinflussen.

### Interpretationen während der Laufzeit Carnivàles
Rezensenten der ersten drei Folgen sahen in Carnivàles Handlung viele Mythen und Gleichnisse. Die Serie wurde als mehr als nur eine menschliche Metapher für Gut und Böse betrachtet, mit der Kraft der Geister als eines der stärksten Elemente. Einige Kritiker waren stark verwirrt und beschrieben nahezu alles als „mysteriös“ – die Figuren und deren Kräfte und Fähigkeiten, Figuren und Szenarien innerhalb der Visionen, den ganzen Carnival – und fragten sich, wie das alles zusammenpasst. Die Visionen der beiden Hauptfiguren wurden kurz angesprochen, charakteristisch zwischen brutalen und harmlosen Visionen, aber Parallelen zwischen den Visionen und dem Wesen von Gut und Böse wurden nicht zwangsläufig gezogen.
Carnivàles zentrale Prämisse wurde als „unklar“, „unkonventionell“ und gefüllt mit einer „komplizierten symbolischen Interpretation historischer Ereignisse“ wahrgenommen, nachdem Daniel Knauf Fernsehkritikern erzählt hatte, dass er die 1930er als das „letzte große Zeitalter der Magie“ ansah, beendet von dem Bau der Atombombe und dem „Zeitalter des Verstands“. Viele Rezensenten zitierten und kommentierten Samsons Prolog, um die apokalyptische Prämisse und Mythologie der Serie zu erklären. Einige Kritiker behaupteten, dass die gute und böse Kreatur aus dem Prolog Ben und Justin seien, die sich auf den Endkampf vorbereiten. Trotzdem wollten sich viele Rezensenten nicht auf ein striktes Gut und Böse bei den Hauptfiguren festlegen, da sie wussten, dass es einige Zeit dauern wird, bis diese Frage sicher beantwortet werden kann. Ben und seine heilenden Kräfte führten dazu, dass viele Kritiker glaubten, er sei gut und dass Brother Justin ein Dämon oder wenigstens ein gefährlicher Fanatiker ist, der seine Anweisungen von Gott oder Satan erhält. Einige Kritiker beschrieben die Frage nach Bens Herkunft als eines der größten Rätsel der Serie. Der Mangel an Enthüllungen von den Rollen der Figuren war offensichtlich am Ende ersten Staffel, obwohl Kritiker erwarteten, dass Sofie später eine wichtigere Rolle spielen würde.
DVD-Kritiken für die erste Staffel und Vorschauen auf die zweite Staffel hatten den Vorteil des Rückblicks auf die gesamte erste Staffel, und einige Rezensenten schätzten die Mythologie der Serie immer noch als kompliziert, umständlich, „Guckguck-Spiel“ und absurd ein. Die Bedeutung des Prologs wurde wieder betont, während vorherige Figurenbeschreibungen, die Gut-gegen-Böse Thematik und die Verbindung der Handlung wiederholt wurden. Die gute Natur Bens und die böse Natur Brother Justins schien klarer für die Kritiker, mit „vielen bizarren Zufällen die eine tiefere und finsterere Verbindung andeuten“ zwischen den beiden Hauptfiguren. Die Visionen wurden aufgefasst als verstörend und grotesk, Träume als kryptisch und mysteriös, und Fähigkeiten als unerklärlich. Henry Scudder sei „in Verbindung mit allem und jedem“, und es wäre Bens Aufgabe seine eigene mysteriöse Vergangenheit aufzuklären. Die Ereignisse zu Beginn der zweiten Staffel wurden als Umschwung von den Rätseln zur eigentlichen Reise interpretiert, da Ben seine Kräfte nun akzeptierte und erforschte, während Brother Justin seine böse Natur komplett auslebt. Kritiker betrachteten den Wandel von Sofie in der letzten Folge als unerwartet und neue Bedrohung in der Handlung.

### Rezeption und Analyse der Thematik
Carnivàle wurde oft mit David Lynchs 1990ern Mystery-Serie Twin Peaks und John Steinbecks Roman Früchte des Zorns aus dem Jahr 1939 verglichen. Matt Roush von TV Guide bezeichnete Carnivàle als „die perfekte Serie für solche die dachten Twin Peaks sei zu einfach“, während Salon.coms Heather Havrilesky sich an die „Enttäuschung die man als Kind fühlt, wenn zu den letzten Seite von Früchte des Zorns kommt“ erinnerte. Sie argumentierte, dass ein „surreales Twin Peaks-Style Schockfest […] schwer nachzumachen ist,“ besonders wenn es „das 'Umarmen und Lernen' vermeidet wie sonst im Mainstream-Fernsehen, indem es nur eine dauerhafte Diät von Qual und enttäuschender Hoffnung liefert, die Zuschauer sich weigern zu nehmen und nicht das Risiko einer emotionalen Verbindung eingehen.“ Carnivàle, wie The Australian schrieb, „scheint als sei es aus literarischen Begriffen entstanden“ welche „manchmal auf dem Papier funktionieren aber tödlich auf einer Großleinwand sind, geschweige denn beim Fernsehen. Es ist fast ein biblisches Unterlassungsurteil gegen die Überheblichkeit im Fernsehen.“ Ein Kritiker gestand seine Versuchung die erste Staffel aufzugeben, da sie „zu künstlerisch und esoterisch“ sei und sein Mangel an Bindung an die Serie hielten ihn davon ab, zu verstehen, „was zum Teufel da los war, [was] ein Probleme für eine Dramaserie sein kann.“ TV Zone betrachtete Carnivàle als „eine Serie wie keine andere und […] den Punkt, dass sie so offen zu Interpretationen sei als überraschenderweise eine ihrer größten Stärken.“ Carnivàle wurde für die Darstellung der „Hoffnungslosigkeit während der Great Depression“ gelobt sowie eine der ersten Fernsehserien zu sein, die „ungemilderten Schmerz und Enttäuschung“ zeigen. Dennoch waren einige Kritiker sich nicht sicher, ob die Zuschauer die „langsam entfaltende Traurigkeit“ reizvoll finden oder ob sie die Geduld oder Ausdauer haben die Bedeutung der Serie zu entschlüsseln.

### Schicksal und Vermächtnis der mythologischen Handlung
Nach dem deutlichen Zuschauerverlust in der zweiten Staffel wurde Carnivàle nach zwei von sechs geplanten Staffeln 2005 abgesetzt. In einem späteren Interview war Daniel Knauf zuversichtlich, dass jemand ihm seine Geschichte zu Ende erzählen lässt, wenn nicht als Fernsehserie, dann als eine Filmreihe oder Graphic Novels. Knauf trat an Marvel Comics heran um die zukünftige Handlung Carnivàles weitererzählen zu dürfen. Marvel war sehr interessiert, aber HBO, denen die Serie und Figuren gehören, wollten die Rechte nicht abgeben. Während des Autorenstreiks 2007 sagte Knauf, dass „eine eigenwillige Serie wie Carnivàle heutzutage nicht mehr produziert werden würde,“ dass aktuelles Fernsehen aus einer Reihe von „sprechenden Köpfen“ besteht und „die große Mehrheit an Fernsehautoren keine visuellen Geschichtenerzähler“ sind. Knauf genießt die Freizüge eines grafischen Geschichtenerzählers und hat in Betracht gezogen seine Bestrebungen von Fernsehserien abzulenken. Währenddessen bleibt die Mythologie Carnivàles im öffentlichen Bewusstsein. 2008 erinnerte sich Alessandra Stanley von der australischen Zeitung The Age an Carnivàle als eine „schlaue, ehrgeizige Serie die ihre ungewöhnlichen Figuren in einer fantasievollen Kulisse bewegt,“ während The A.V. Club die Serie „eine fantastisch reiche Serie mit einer frustrierend dichten Mythologie“ nannte.